# Tau Scorpii
Tau Scorpii (τ Sco / 23 Scorpii / HD 149438) es una estrella en la constelación de Scorpius, el escorpión, de magnitud aparente +2,82. Es conocida también como Alniyat o Al Niyat, aunque este nombre es más utilizado para designar a la vecina σ Scorpii.
Ambas estrellas son miembros de la asociación estelar de Scorpius Superior, formando parte de la gran asociación estelar de Scorpius-Centaurus.
Tau Scorpii fue la primera estrella distinta del Sol cuyo espectro fue analizado detalladamente: el análisis realizado por Albrecht Unsöld en 1939 permitió determinar la física y la composición de su atmósfera.

## Características
Tau Scorpii es una estrella azul de tipo espectral B0.2V con una temperatura de 30.700 K, más de cinco veces superior a la del Sol. Es una estrella muy luminosa, 18.000 veces más que el Sol, una vez considerada la radiación que emite como luz ultravioleta. Su radio es unas 5 veces mayor que el radio solar, bastante grande para una estrella de la secuencia principal. La baja velocidad de rotación medida por efecto Doppler (5 km/s), impropia de una estrella de sus características, hace sospechar que su eje de rotación está dirigido directamente hacia nosotros. Con una masa estimada en torno a 12 veces la masa solar, su destino final será explotar como una supernova.
Se encuentra a 430 años luz del sistema solar.
Tau Scorpii posee un campo magnético medianamente intenso de aproximadamente 0,5 kG. La estructura magnética, inusualmente compleja para una estrella caliente, ha sido reconstruida utilizando imágenes Zeeman-Doppler.
La topología superficial es dominada por un campo de potencial, aunque probablemente también esté presente una componente toroidal moderada.
No se ha detectado una variación temporal de dicha estructura a lo largo de un período de estudio de un año y medio.
Se piensa que posiblemente el campo magnético encontrado es un remanente de su etapa de formación estelar.